# Actinacantha
Actinacantha globulata es una especie de araña araneomorfa de la familia Araneidae. Es el único miembro del género monotípico Actinacantha. Es originaria de Indonesia, donde se encuentra en Java y Sumatra.